# Nuit sauvage
Nuit sauvage est une chanson du groupe Les Avions, sortie en 1985.

## Historique
Sortie en single en 1985 et sur l'album Fanfare en 1987, c'est la chanson la plus connue du groupe.
Le refrain de la chanson est :

« La nuit est chaude

Elle est sauvage

La nuit est belle

Pour ses otages. »